# Lucien Brenot
Lucien Brenot, né le 29 mars 1948 à Saulieu (Côte-d'Or) est un homme politique français, et mort le 13 octobre 2012 des suites d'une longue maladie à la clinique Drevon de Dijon (Côte-d'Or).

## Mandats
- Député de la Troisième circonscription de la Côte-d'Or (1993-1997)
- Maire de Chevigny-Saint-Sauveur de 1983 jusqu'à sa mort